# Robert Mulliken (tennis)
Pour l’article homonyme, voir Robert Mulliken.
Robert Edward Mulliken, né en 1916 et mort en 2000 à 87 ans, est un joueur de tennis britannique.

## Carrière
1/8 de finale à Roland Garros en 1938.
Il joue à Wimbledon de 1935 à 1939.